# Unión de los Ángeles
Unión de los Ángeles är en ort i Mexiko.   Den ligger i kommunen Santiago Juxtlahuaca och delstaten Oaxaca, i den sydöstra delen av landet, 280 km söder om huvudstaden Mexico City. Unión de los Ángeles ligger 1 310 meter över havet och antalet invånare är 225.
Terrängen runt Unión de los Ángeles är kuperad västerut, men österut är den bergig. Runt Unión de los Ángeles är det ganska glesbefolkat, med 36 invånare per kvadratkilometer. Närmaste större samhälle är Putla Villa de Guerrero, 19,7 km sydost om Unión de los Ángeles. I omgivningarna runt Unión de los Ángeles växer i huvudsak städsegrön lövskog.